# Chartergellus nigerrimus
Chartergellus nigerrimus är en getingart som beskrevs av Richards 1978. Chartergellus nigerrimus ingår i släktet Chartergellus och familjen getingar. Inga underarter finns listade i Catalogue of Life.